# Thập niên 540 TCN
Thập niên 540 TCN hay thập kỷ 540 TCN chỉ đến những năm từ 540 TCN đến 549 TCN.